# Milano-Sanremo 2002
La Milano-Sanremo 2002, novantatreesima edizione della corsa, fu disputata il 23 marzo 2002 e fu vinta da Mario Cipollini con il tempo di 6h39'30".
Alla partenza, alle 9.38 a Milano, erano presenti 196 corridori di cui 170 portarono a termine il percorso. Gruppo tornato compatto a 700 metri dal traguardo e regolato in volata dallo sprinter italiano.

## Squadre partecipanti
| N.      | Cod. | Squadra                      |
| ------- | ---- | ---------------------------- |
| 1-8     | TEL  | Team Telekom                 |
| 11-18   | ACQ  | Acqua & Sapone-Cantina Tollo |
| 21-28   | ALS  | Alessio                      |
| 31-38   | ALA  | Index-Alexia                 |
| 41-48   | PAN  | Panaria-Fiordo               |
| 51-58   | COF  | Cofidis                      |
| 61-68   | C.A  | Crédit Agricole              |
| 71-78   | DFF  | Domo-Farm Frites             |
| 81-88   | EUS  | Euskaltel-Euskadi            |
| 91-98   | FAS  | Fassa Bortolo                |
| 101-108 | GST  | Gerolsteiner                 |
| 111-118 | BAN  | iBanesto.com                 |
| 121-128 | KEL  | Kelme-Costa Blanca           |

| N.      | Cod. | Squadra                             |
| ------- | ---- | ----------------------------------- |
| 131-138 | LAM  | Lampre-Daikin                       |
| 141-148 | LOT  | Lotto-Adecco                        |
| 151-158 | MAP  | Mapei-Quick Step                    |
| 161-168 | MER  | Mercatone Uno                       |
| 171-178 | MDN  | Mobilvetta Design-Formaggi Trentini |
| 181-188 | ONE  | ONCE-Eroski                         |
| 191-198 | RAB  | Rabobank                            |
| 201-208 | SAE  | Saeco-Longoni Sport                 |
| 211-218 | TAC  | Tacconi Sport-Emmegi                |
| 221-228 | COA  | Team Coast                          |
| 231-238 | CST  | CSC-Tiscali                         |
| 241-248 | USP  | US Postal Service                   |

## Ordine d'arrivo (Top 10)
| Pos. | Corridore       | Squadra      | Tempo    |
| ---- | --------------- | ------------ | -------- |
| 1    | Mario Cipollini | Acqua & S.   | 6h39'30" |
| 2    | Fred Rodriguez  | Domo-Farm    | s.t.     |
| 3    | Markus Zberg    | Rabobank     | s.t.     |
| 4    | Jo Planckaert   | Cofidis      | s.t,     |
| 5    | Óscar Freire    | Mapei        | s.t.     |
| 6    | Tomáš Konečný   | Domo-Farm    | s.t.     |
| 7    | Andrei Tchmil   | Lotto-Adecco | s.t.     |
| 8    | Ján Svorada     | Lampre       | s.t.     |
| 9    | Paolo Bossoni   | Tacconi      | s.t.     |
| 10   | Mario Manzoni   | Index-Alexia | s.t.     |